# Girl in Red
Marie Ulven Ringheim (n. 16 februarie 1999, Comuna Horten, Vestfold, Norvegia) este o compozitoare și producătoare de discuri norvegiană, cunoscută pentru proiectul ei de muzică indie pop Girl in Red (stilizat cu litere mici). Primele ei EP-uri Chapter 1 (2018) și Chapter 2 (2019) au fost înregistrate în dormitorul ei și conțin melodii despre dragoste și sănătate mintală. Lansat prin AWAL, albumul ei de studio de debut If I Could Make It Go Quiet (2021) a fost un succes critic și comercial și a câștigat trei premii Grammy norvegiene, inclusiv Albumul anului.
Girl in Red a fost citată ca și „una dintre cele mai astute și incitante cântărețe-compozitoare care lucrează în lumea muzicii pentru chitară” de The New York Times.  În ianuarie 2021, single-urile ei „I Wanna Be Your Girlfriend” (2017) și „ We Fell in Love in October ” (2018) au fost certificate de aur în SUA.